# Весёлая Дубрава
Весёлая Дубрава — посёлок в Новичихинском районе Алтайского края России. Входит в состав Мельниковского сельсовета.

## География
Находится на юго-западе края, к западу от озера Черняжье, вблизи лесного массива Касмалинский ленточный бор, на расстоянии 38 км от райцентра — села Новичиха и в 17 км от центра сельсовета — села Мельниково
Климат
Климат континентальный, характеризуется коротким летом и малоснежными зимами с метелями.
Средняя температура января −18,8 °C, июля +20 °C. Годовое количество атмосферных осадков — 326 мм.

## История
Основан в 1922 г. В 1928 году выселок Весёлая Дубрава состоял из 18 хозяйств, основное население — русские. В административном отношении входил в состав Селиверстовского сельсовета Волчихинского района Славгородского округа Сибирского края.

## Население
| 1997 | 1998 | 1999 | 2000 | 2001 | 2002 |
| ---- | ---- | ---- | ---- | ---- | ---- |
| 182  | →182 | ↗188 | ↘184 | ↘160 | ↗165 |
| 2003 | 2004 | 2005 | 2006 | 2007 | 2008 |
| ↘161 | ↘154 | ↘150 | ↗151 | ↗156 | ↘154 |
| 2009 | 2010 | 2011 | 2012 | 2013 |      |
| ↘150 | ↘134 | ↘133 | ↗138 | ↗139 |      |

Национальный состав
Согласно результатам переписи 2002 года, в национальной структуре населения русские составляли 97 %.

## Инфраструктура
ФАП п. Весёлая Дубрава.
В административном центре Мельниковского сельсовета находится школа.

## Транспорт
Посёлок доступен автомобильным транспортом по автодороге общего пользования регионального значения 01К-20 Поспелиха — Новичиха — Волчиха (идентификационный номер 01 ОП Р3 01К-20). От посёлка начинается другая автодорога, идущая по району: Веселая Дубрава — Долгово — Ильинский.